# Orlando Pirates Football Club
|  | Aquest article tracta sobre el club sud-africà de futbol. Vegeu-ne altres significats a «Orlando Pirates Football Club Windhoek». |

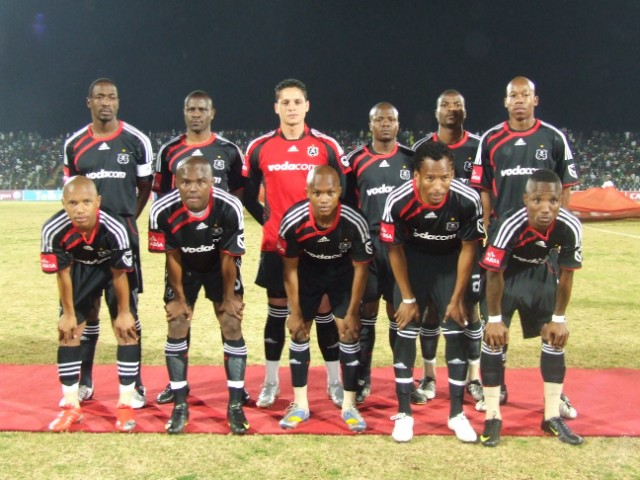
2009

L'Orlando Pirates Football Club és un club de futbol sud-africà de la ciutat de Johannesburg.

## Història
El club va ser fundat l'any 1937 a Orlando, Soweto amb el nom d'Orlando Boys Club.

## Palmarès
(des de 1971)
- Premier Soccer League:[3]

2000–01, 2002–03, 2010–11, 2011–12
- National Soccer League:[3]

1994
- National Premier Soccer League:[3]

1971, 1973, 1975, 1976
- Nedbank Cup:[4]

1973, 1974, 1975, 1980, 1988, 1996, 2011, 2014
- Telkom Knockout:[4]

2011
- MTN 8:[4]

1972, 1973, 1978, 1983, 1993, 1996, 2000, 2010, 2011, 2020
- Lliga de Campions de la CAF:

1995
- Supercopa africana de futbol:

1996